# 臺東直隸州吏目
台東直隸州吏目為台東正式設直隸州之後的台東地區的地方官名稱，為台灣清治時期此階段的台東直隸州知州屬官，兼任卑南撫墾委員（一稱局長），官秩從九品，始設置於1890年，上受直隸州知州制約。台灣民主國時似提升為台東直隸州判。

## 歷任
| # | 姓名   | 任職日期(西曆) | 任職日期(中曆) |
| - | ------ | -------------- | -------------- |
| 1 | 袁繼安 | 1890年         | 光緒十六年     |
| 2 | 俞鵬   | 1891年         | 光緒十七年     |
| 3 | 姜春棠 | 1893年         | 光緒十九年     |